# Schriftliches Vorverfahren
Das in § 276 ZPO geregelte schriftliche Vorverfahren ist ein Element des deutschen Zivilprozesses. Es dient der Vorbereitung des Haupttermins. Im Klageverfahren erster Instanz kann das Gericht zusammen mit der Zustellung der Klageschrift an den Beklagten anordnen, dass ein schriftliches Vorverfahren durchgeführt wird. Mit der Zustellung der Klage wird der Beklagte aufgefordert, innerhalb einer Notfrist von zwei Wochen (§ 276 Abs. 1 Satz 1 ZPO) anzuzeigen, ob er sich gegen die Klage verteidigen will (Verteidigungsanzeige). Unterlässt der Beklagte diese Verteidigungsanzeige, kann gegen ihn auf Antrag des Klägers – der schon in der Klagschrift gestellt werden kann – ein Versäumnisurteil erlassen werden. Erklärt der Beklagte seine Verteidigungsabsicht, so muss er innerhalb einer vom Gericht zu bestimmenden weiteren Frist von mindestens zwei Wochen inhaltlich auf die Klage erwidern. Das Versäumen dieser Klageerwiderungsfrist führt allerdings nicht dazu, dass gegen ihn durch Versäumnisurteil entschieden werden kann, sondern kann allenfalls Präklusionsfolgen nach den Vorschriften über verspätetes Vorbringen nach sich ziehen.
Alternativ zum schriftlichen Vorverfahren kann das Gericht mit Zustellung der Klageschrift einen frühen ersten Termin anordnen, um den Haupttermin vorzubereiten.